# 1ª Divisão 1998-1999 (hockey su pista)
La 1ª Divisão 1998-1999 è stata la 59ª edizione del torneo di primo livello del campionato portoghese di hockey su pista. La competizione è iniziata il 19 settembre 1998 e si è conclusa il 24 aprile 1999. Il torneo è stato vinto dal Porto per la nona volta nella sua storia.

## Stagione

### Formula
La 1ª Divisão 1998-1999 vide ai nastri di partenza dodici club; la manifestazione fu organizzata con un girone all'italiana, con gare di andata e ritorno per un totale di 22 giornate: erano assegnati tre punti per l'incontro vinto e due punti a testa per l'incontro pareggiato, mentre ne era attribuito uno solo per la sconfitta. Al termine della stagione regolare le prime sei squadre classificate disputarono la poule per il titolo con la medesima formula della prima fase; la vincitrice venne proclamata campione del Portogallo. Le squadre classificate dal settimo al dodicesimo posto disputarono invece la poule salvezza dove le ultime tre classificate retrocedettero direttamente in 2ª Divisão, il secondo livello del campionato.

## Classifica stagione regolare
|  | Pos. | Squadra             | Pt | G  | V  | N | P  | GF  | GS  | DR  |
|  | ---- | ------------------- | -- | -- | -- | - | -- | --- | --- | --- |
|  | 1.   | Porto               | 58 | 22 | 17 | 2 | 3  | 105 | 45  | +60 |
|  | 2.   | Benfica             | 56 | 22 | 15 | 4 | 3  | 105 | 58  | +47 |
|  | 3.   | Barcelos            | 49 | 22 | 12 | 3 | 7  | 84  | 69  | +15 |
|  | 4.   | Vitória Barcelinhos | 48 | 22 | 11 | 4 | 7  | 71  | 62  | +9  |
|  | 5.   | Oliveirense         | 44 | 22 | 9  | 4 | 9  | 61  | 74  | -13 |
|  | 6.   | Paço de Arcos       | 44 | 22 | 9  | 4 | 9  | 80  | 69  | +11 |
|  | 7.   | Infante de Sagres   | 42 | 22 | 8  | 4 | 10 | 78  | 89  | -11 |
|  | 8.   | Sintra              | 41 | 22 | 8  | 3 | 11 | 69  | 84  | -15 |
|  | 9.   | Sporting Tomar      | 40 | 22 | 8  | 2 | 12 | 70  | 90  | -20 |
|  | 10.  | Alenquer Benfica    | 38 | 22 | 6  | 4 | 12 | 64  | 84  | -20 |
|  | 11.  | Gulpilhares         | 38 | 22 | 6  | 4 | 12 | 68  | 83  | -15 |
|  | 12.  | Marinhense          | 30 | 22 | 3  | 2 | 17 | 60  | 108 | -48 |

Legenda:
  Partecipa alla poule titolo.
  Partecipa alla poule retrocessione.
Note:
Tre punti a vittoria, due a pareggio, uno a sconfitta.

## Fase finale

### Classifica poule titolo
|  | Pos. | Squadra             | Pt | G  | V | N | P | GF | GS | DR  |
|  | ---- | ------------------- | -- | -- | - | - | - | -- | -- | --- |
|  | 1.   | Porto               | 52 | 10 | 6 | 1 | 3 | 45 | 31 | +14 |
|  | 2.   | Barcelos            | 48 | 10 | 6 | 1 | 3 | 43 | 33 | +10 |
|  | 3.   | Benfica             | 48 | 10 | 4 | 2 | 4 | 27 | 27 | 0   |
|  | 4.   | Vitória Barcelinhos | 45 | 10 | 5 | 1 | 4 | 32 | 37 | -5  |
|  | 5.   | Paço de Arcos       | 41 | 10 | 3 | 3 | 4 | 34 | 39 | -7  |
|  | 6.   | Oliveirense         | 36 | 10 | 1 | 2 | 7 | 16 | 30 | -14 |

Legenda:
  Vincitore della Coppa del Portogallo 1998-1999.
      Campione del Portogallo  e ammessa alla CERH Champions League 1999-2000.
      Eventuali altre squadre ammesse alla CERH Champions League 1999-2000.
      Ammessa in Coppa CERS 1999-2000.
Note:
Tre punti a vittoria, due a pareggio, uno a sconfitta.
Vengono conservati metà dei punti della stagione regolare arrotondati per eccesso.

### Classifica poule salvezza
|  | Pos. | Squadra           | Pt | G  | V | N | P | GF | GS | DR  |
|  | ---- | ----------------- | -- | -- | - | - | - | -- | -- | --- |
|  | 1.   | Infante de Sagres | 45 | 10 | 6 | 2 | 2 | 44 | 35 | +9  |
|  | 2.   | Gulpilhares       | 44 | 10 | 7 | 1 | 2 | 58 | 34 | +24 |
|  | 3.   | Sintra            | 41 | 10 | 4 | 2 | 4 | 39 | 33 | +6  |
|  | 4.   | Alenquer Benfica  | 40 | 10 | 5 | 1 | 4 | 39 | 37 | +2  |
|  | 5.   | Sporting Tomar    | 35 | 10 | 2 | 1 | 7 | 35 | 54 | -19 |
|  | 6.   | Marinhense        | 30 | 10 | 2 | 1 | 7 | 31 | 53 | -22 |

Legenda:
      Retrocesse in 2ª Divisão 1999-2000.
Note:
Tre punti a vittoria, due a pareggio, uno a sconfitta.
Vengono conservati metà dei punti della stagione regolare arrotondati per eccesso.